# Humvee
Pour la version civile du Humvee, voir Hummer H1.
Le M998 High mobility multipurpose wheeled vehicle (HMMWV ou Humvee) est un véhicule de transport à roues de l'US Army fabriqué par AM General, un constructeur militaire indépendant ayant appartenu à American Motors Corporation.
Le Humvee a largement dépassé le rôle occupé par ses prédécesseurs : Jeep Willys, Gama Goat et autres véhicules militaires à quatre roues. De plus, il est utilisé par un grand nombre de pays et d'organisations.

## Généralités

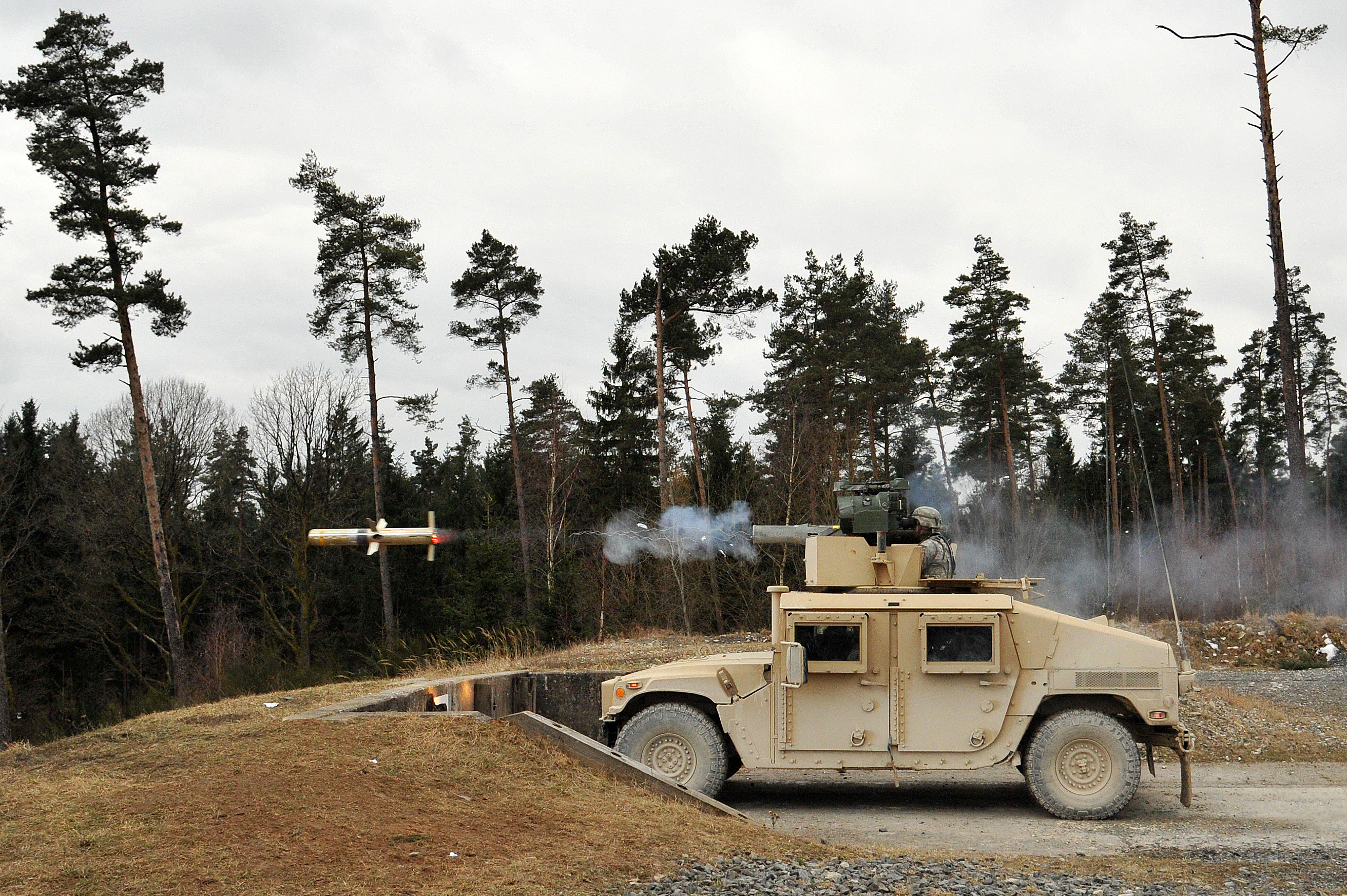
Humvee tirant un missile TOW au camp d'entrainement de Grafenwöhr.

Il y a au moins 17 versions différentes du HMMWV en service au sein des forces armées américaines. Le HMMWV peut servir de cargo, transport de troupes, plateforme d'armes automatiques, ambulance (4 blessés couchés ou 8 assis), châssis de missile TOW M220, tracteur d'obusier M119, plateforme de tir de missile FIM-92 Stinger, transporteur de container de type S250, et à bien d'autres choses encore.
Il est en mesure d'effectuer des franchissements de 76 cm de hauteur, ou de 1,5 m, avec l'ajout du kit de franchissement de coupure profonde.
La version civile « Humvee C Series » (C pour Civilian = Civile) est distribuée par Humvee Export.

## Historique

### Conception et développement
Dans les années 1970, l'US Army a conclu que la militarisation de véhicules civils de transport n'était pas adaptée aux missions imparties. En 1977, Lamborghini développa le Cheetah afin d'essayer de répondre aux attentes de l'armée. En 1979, l'armée de terre américaine mit au point les dernières spécifications du High mobility multipurpose wheeled vehicule (ou HMMWV). En juillet de la même année, AM General commença à dessiner un modèle et, moins d'un an plus tard, le premier prototype, le M 998, était testé.
En juin 1981, AM General remporta un premier contrat visant à développer plusieurs modèles différents qui devaient être livrés au gouvernement américain afin d'être testés. Un peu plus tard, la firme remporta le marché de production initiale de 55 000 HMMWV devant être livrés à partir de 1985.
Le HMMWV connut son baptême du feu au cours de l'invasion du Panama par les États-Unis en décembre 1989.
Il est alors devenu le principal véhicule des forces armées américaines de par le monde. Plus de 10 000 d'entre eux ont été utilisés par l'armée américaine lors de l'opération liberté irakienne et de nombreux autres par les forces alliées.
Durant l'année fiscale 2010, le département de la Défense commande pour ce qui était considéré comme la dernière fois 8 000 HMMWV pour 1,3 milliard de dollars : soit un coût unitaire de 162 500 $. Avec cette ultime commande, cela fera plus de 100 000 véhicules qui auront été livrés aux forces américaines en 25 ans de production.

### Utilisation en Irak

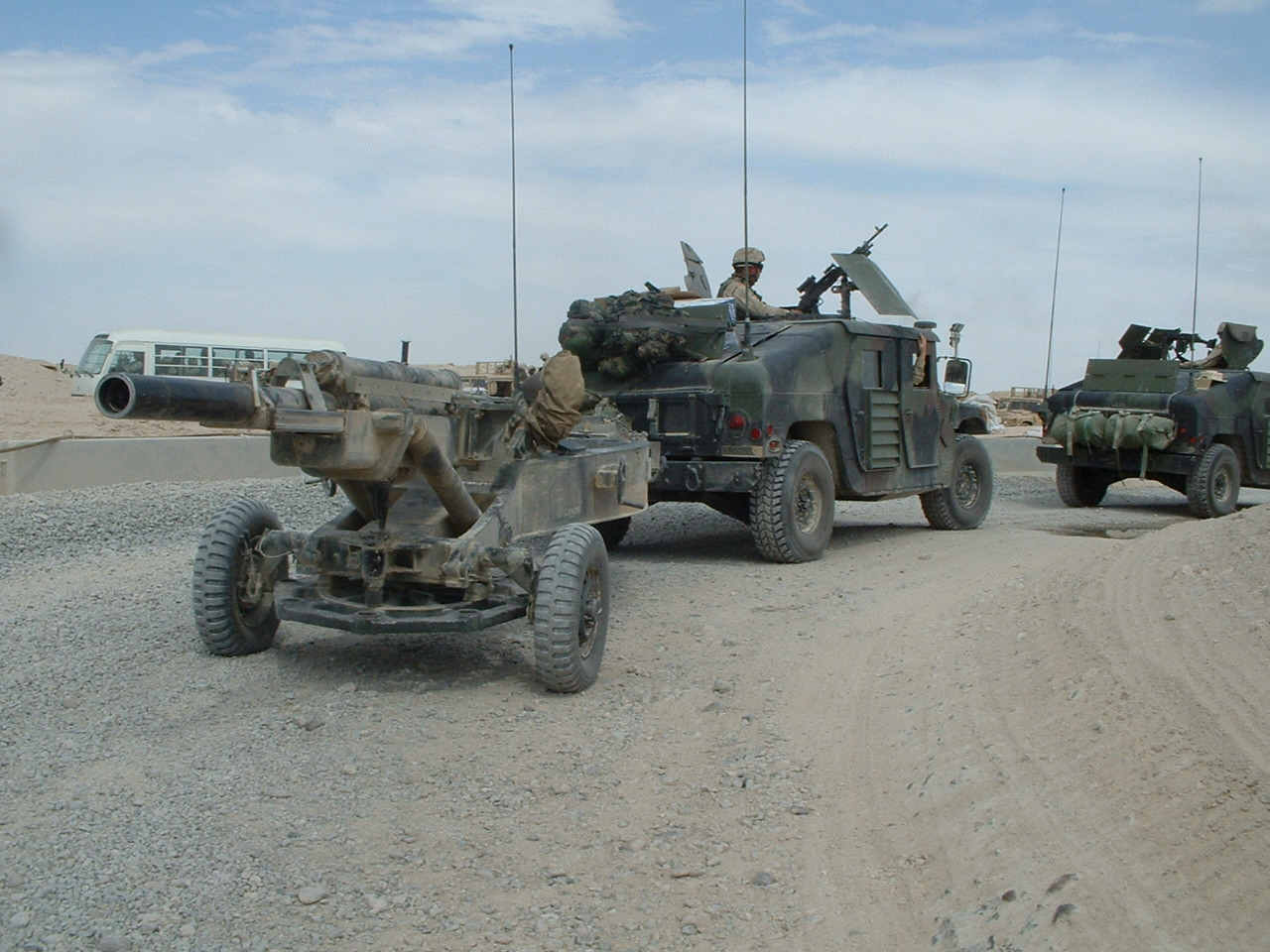
Obusier M102 de 105 mm remorqué par un Humvee au Koweït en 2004.

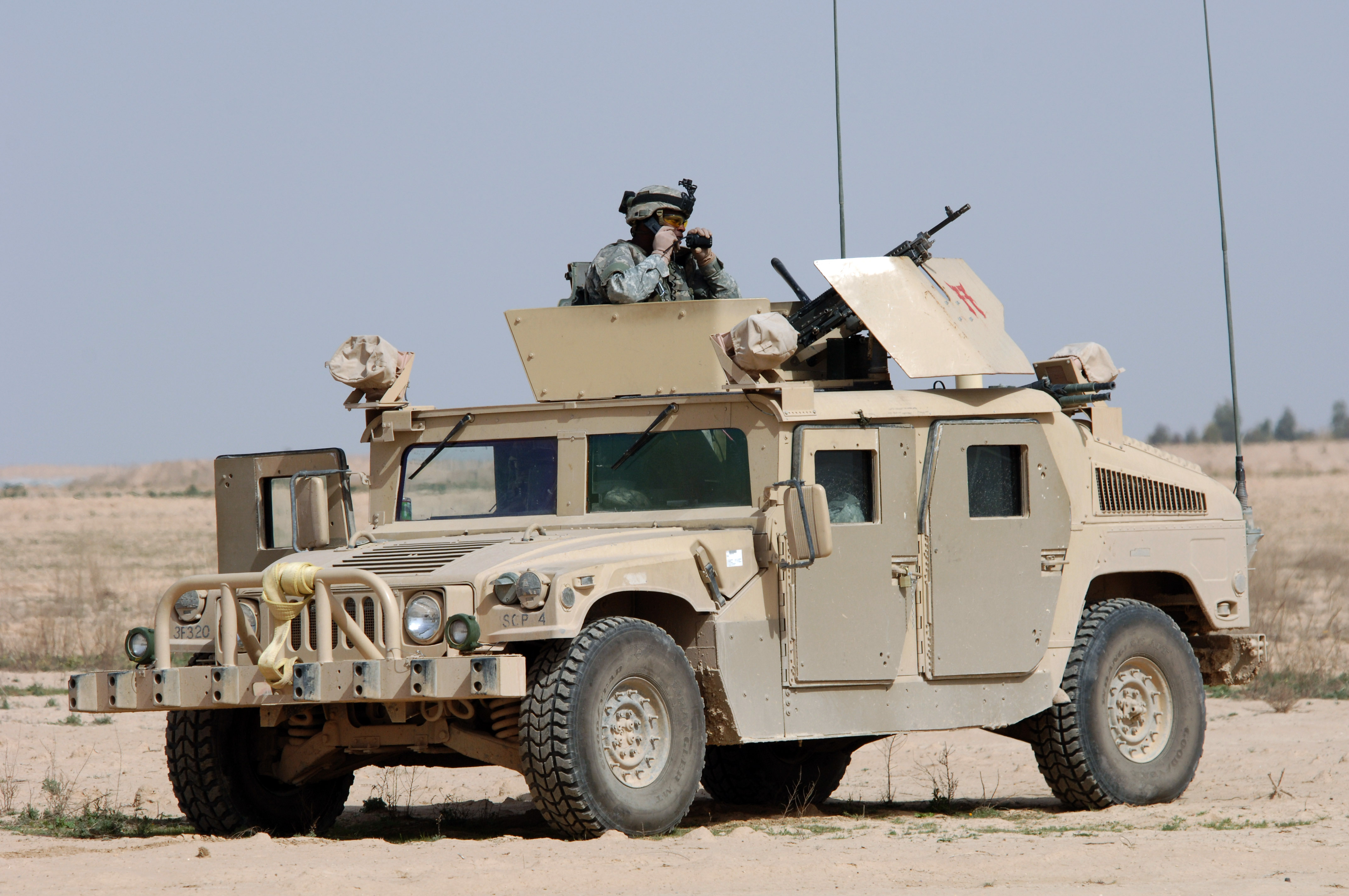
Un Humvee en Irak en 2006.

Le HMMWV a montré sa vulnérabilité aux armes légères d'infanterie dès l'intervention en Somalie ; à sa décharge, il n'avait jamais été question d'une telle protection sur ce type de véhicule. Avec l'augmentation des guerres asymétriques et des conflits de faible intensité, le HMMWV est de plus en plus utilisé pour des missions de combat urbain pour lesquelles il n'était pas destiné à l'origine. Bien que la variété des versions disponibles prouve la grande capacité d'adaptation de ce type de véhicule, il n'a jamais été conçu pour servir de transport blindé de troupes.
Bien qu'il existe plusieurs kits balistiques permettant d'augmenter la capacité de protection du véhicule face aux armes légères, ceux-ci n'ont pas été distribués en très grand nombre aux forces armées américaines avant le déclenchement des opérations en Irak en 2003. En conséquence, les soldats américains et les marines, ont rapidement développé des moyens de protection de fortune afin d'augmenter la capacité de résistance aux tirs ennemis.
Bien que l'ajout de sacs de sable, plaques de métal et autres poutres de bois augmente la sécurité du HMMWV, il contribue aussi à le ralentir en affectant le rapport poids/puissance du véhicule. Il a aussi été évoqué que le fait de rajouter du « blindage de fortune » contribuait à augmenter le nombre d'éclats lors de tirs de roquettes ou les explosions d'engin explosif improvisé.
Le rajout de ces équipements de fortune contribue aussi à détériorer les systèmes de transmission et, en élevant son centre de gravité, à augmenter les risques de renversement de l'engin.
Ces improvisations ont fait place depuis à d'importantes améliorations de la sécurité du véhicule dès la chaîne de montage ou par le montage de kits standardisés. Cela a eu pour effet d'augmenter le prix d'un HMMWV qui coûtait 32 000 dollars en 2001 à 225 000 en 2006; le prix a relativement baissé à 162 500 dollars lors de l'ultime commande en 2010.
Par opposition aux véhicules civils de cette gamme, les HMMWV n'ont que deux roues à l'arrière au lieu des quatre que l'on trouve habituellement sur les camions ou les véhicules lourds.

## Faiblesses

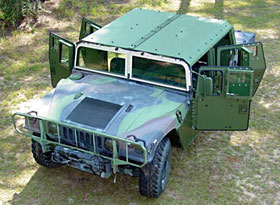
Humvee avec blindage de toit.

En tant que véhicule non blindé, le HMMWV est particulièrement vulnérable à tout tir direct. Ceux de RPG ou d'AKM peuvent causer de graves blessures en pénétrant aisément les versions de l'engin non équipées du kit de renfort blindé.
En plus des tirs d'infanterie, le véhicule se révèle vulnérable aux bombes que l'on peut trouver au bord des routes comme les engins explosifs improvisés, mines, etc.
L'équipement latéral que l'on trouve le plus fréquemment sur les véhicules équipés du kit de sur-blindage est efficace contre les attaques de côté, alors que l'effet de souffle est bien réparti sur toutes les directions. En revanche, le souffle provenant d'une explosion sous le véhicule est moins bien encaissé.
L'armée américaine teste un système de protection spécifique, développé par BAE Systems, car le soldat servant l'arme située sur le toit du véhicule est très vulnérable. Le nouveau siège du tireur est entouré d'une plaque métallique de 45 à 60 mm d'épaisseur ainsi que d'une vitre pare-balles. Certaines versions du HMMWV sont équipées d'un système de commande de tir télécommandé de l'intérieur.

## Remplacement

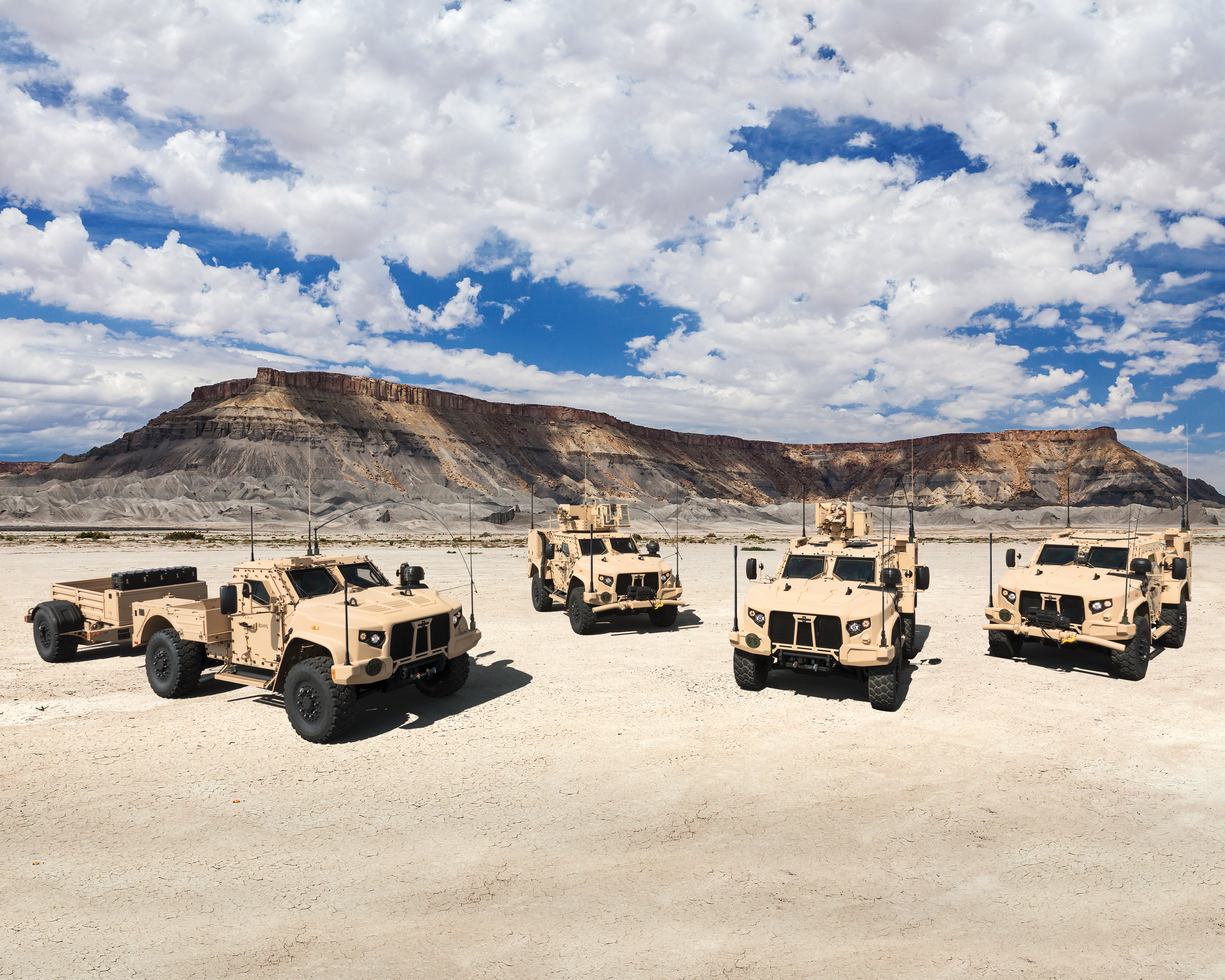
Des Oshkosh L-ATV dans différentes configurations.

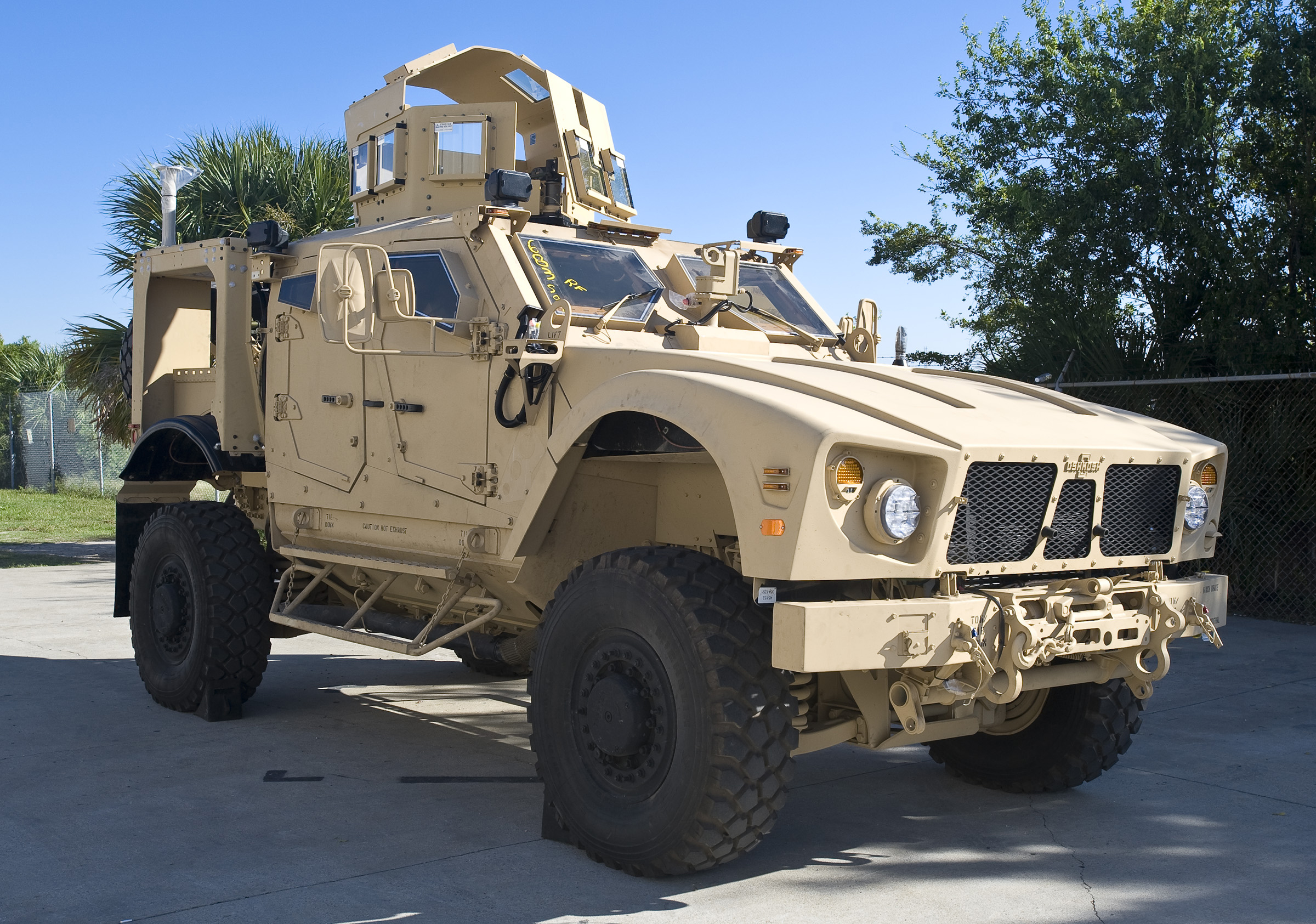
Le Oshkosh M-ATV commandé, fin 2009, à 5219 exemplaires est produit depuis 2009 pour remplacer les HMMWV pour les missions de combat.

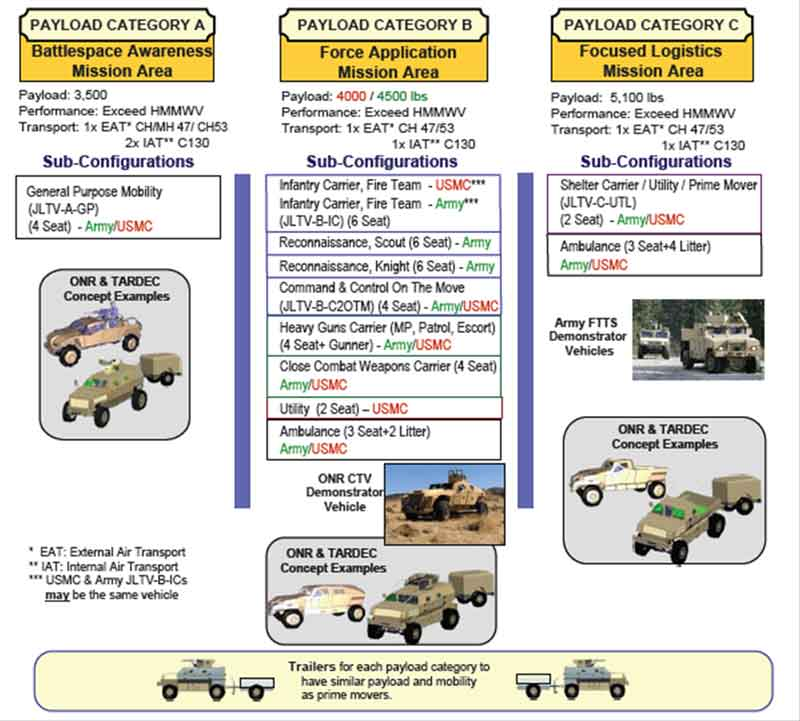
Les configurations du JLTV spécifié en 2008.

En 2006, le gouvernement des États-Unis, cherchant à remplacer le véhicule de AM General pour les missions de combat, lance un appel d'offres pour la fabrication d'un prototype. Ce projet, commun à l'US Army, à l'USMC et au United States Special Operations Command se nomme le Joint Light Tactical Vehicle (JLTV).
Le Oshkosh M-ATV, un engin de 11 tonnes, est produit à partir de 2009.
Si International trucks et Lockheed Martin étaient en lice, alors que AM General n'a pas été retenu, c'est finalement Oshkosh Defense qui remporte le contrat (qui s’élève à plus de 30 milliards de dollars) avec son Oshkosh L-ATV de 6,4 tonnes,.
L'US Army cherche également depuis un appel d'offres de septembre 2018 un Infantry Squad Vehicle plus léger que le JLTV pouvant être héliporté. En juin 2020, le M1301 Infantry Squad Vehicle (en) de 2,2 tonnes de General Motors est choisi.

## Versions
Liste non exhaustive des versions du HMMWV :
- M56 Coyote
- M707 HMMWV
- M966 HMMWV TOW blindé
- M996 Mini-Ambulance, blindé
- M997 Maxi-Ambulance, blindé
- M998 Cargo/Transport de troupes
- M998 HMMWV Avenger
- M1025 plate-forme armement, blindé
- M1026 plate-forme armement, blindé W/W
- M1035 Soft-Top Ambulance
- M1036 TOW blindé W/W
- M1037 S-250 transport de shelter
- M1038 Cargo/Transport de troupes W/W
- M1042 S-250 transport de shelter W/W
- M1043 plate-forme armement, sur-blindé
- M1044 plate-forme armement, sur-blindé W/W
- M1045 TOW sur-blindé
- M1046 TOW sur-blindé W/W
- M1059 transporteur de générateur de fumée
- M1069 tracteur pour mortier M119 105-mm
- M1097 lourd
- M1097 Lourd HMMWV Avenger
- M1109 plate-forme armement sur-blindée
- M1113 à autonomie augmentée
- M1114 transporteur à autonomie augmentée
- M1116 sur-blindé HMMWV
- M1123 lourd
- M1121 TOW blindé
- M1145 sur-blindé HMMWV
- M1151 sur-blindé HMMWV
- M1152 sur-blindé HMMWV

Le Humvee est parfois modifié afin de ressembler à d'autres véhicules (notamment de BRDM-2) lorsqu'il est utilisé par des forces d'opposition (OPFOR).

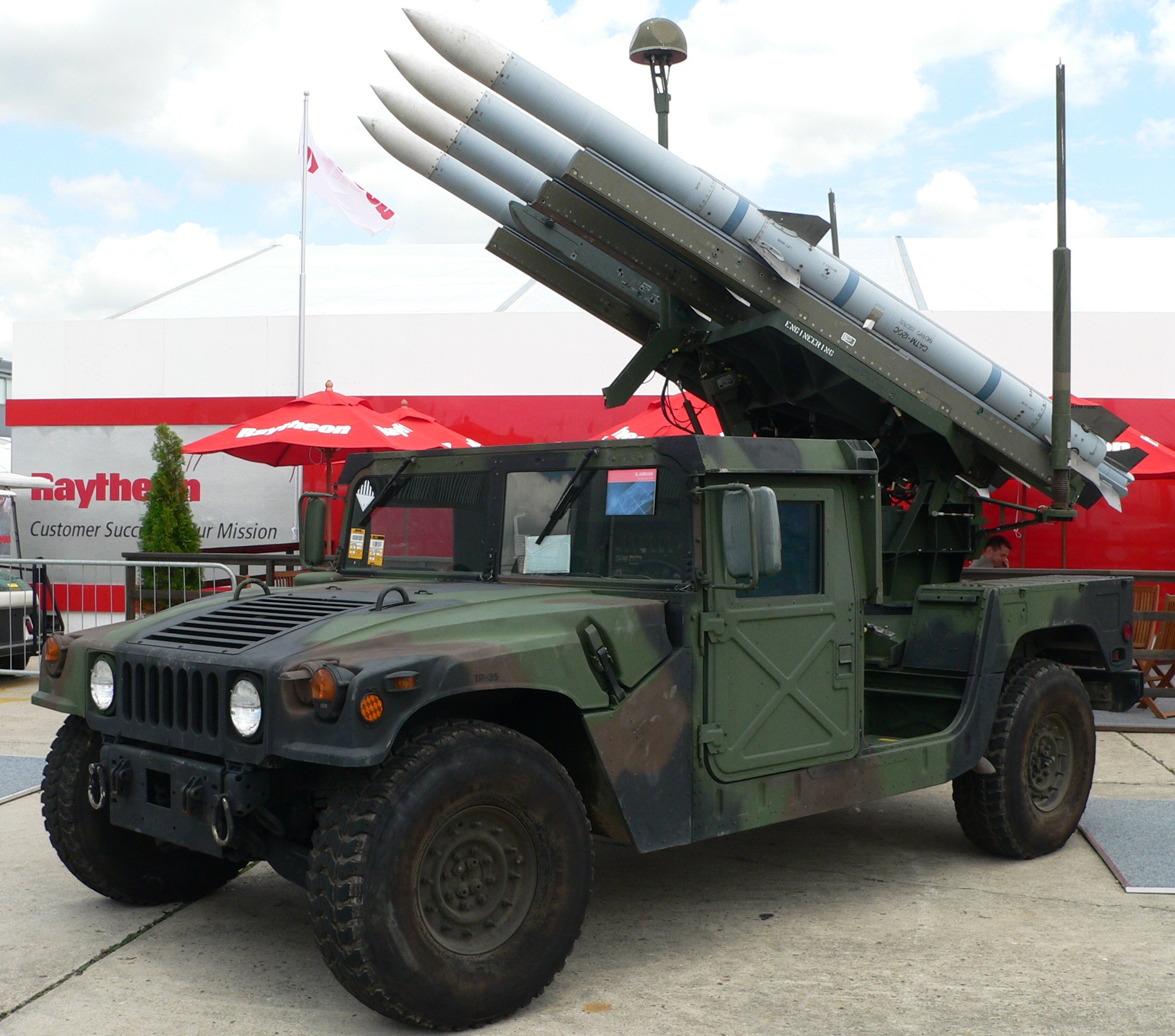
Humvee porte-missiles AIM-120C CATM d'entraînement.
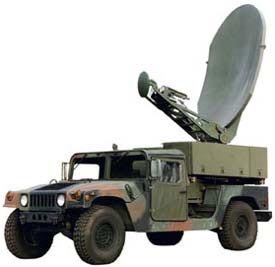
Humvee avec système radar START.
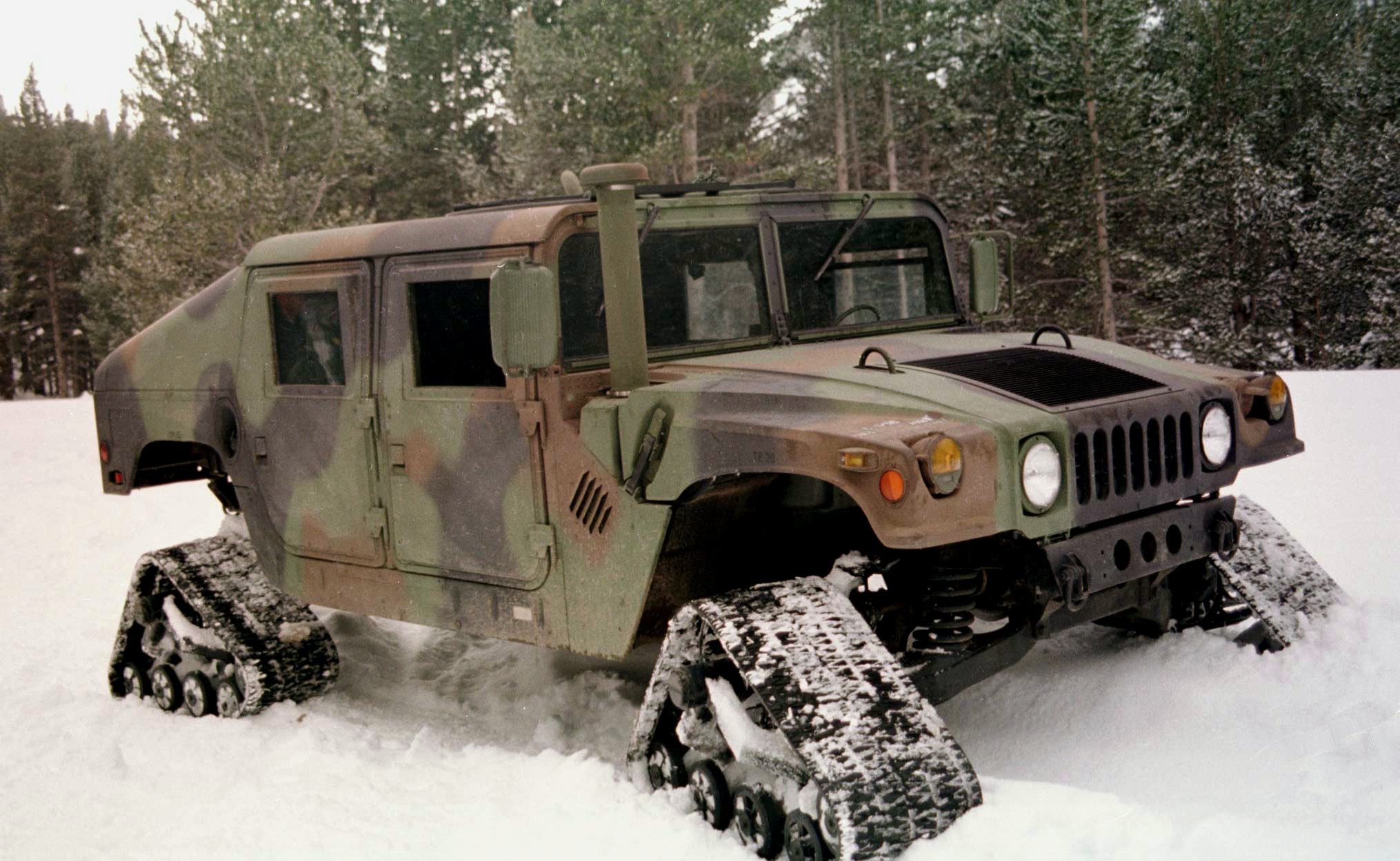
Humvee équipé d'un dispositif de chenillettes.

## Copies et imitations

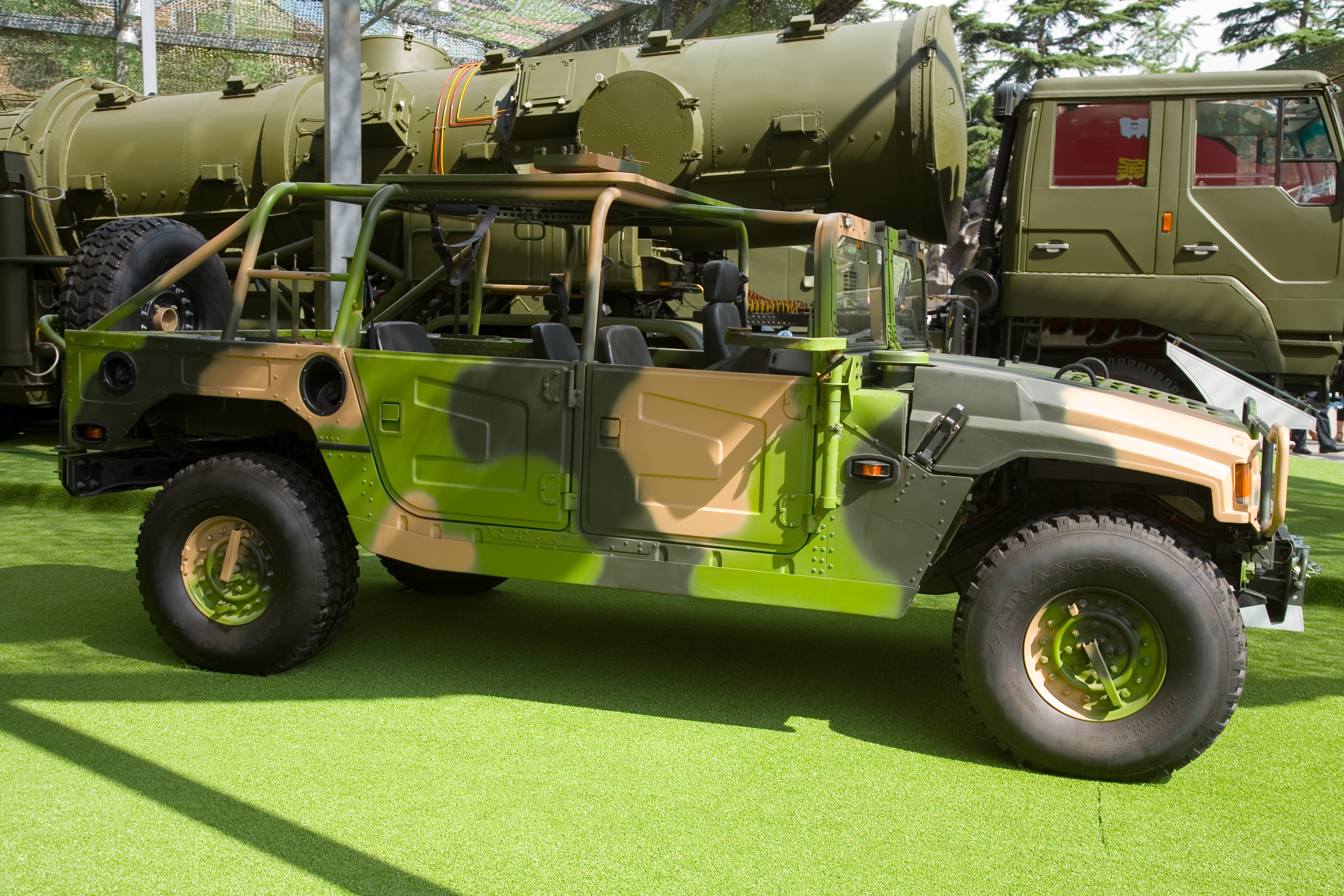
EQ2050 de Dongfeng Motor Corporation.

Au moins trois sociétés de la république populaire de Chine produisent depuis 2004 des copies du HMMVE, dont la Dongfeng Motor Corporation et la Shenyang Aircraft Corporation, cette dernière l'utilisant comme plate-forme de tir de missiles sol-air.
Le Mengshi (« le brave » en chinois) produit par Dongfeng Motor a été le lauréat du Prix du progrès national des sciences et technologies en 2008. Il serait selon son concepteur Huang Song supérieur au Humvee sur douze des quinze principaux indicateurs de performances et l'égalerait sur les trois autres et sans que l'on connaisse sa résistance face aux engins explosifs improvisés.
À cause de sa popularité, de nombreux kits ont été fabriqués afin que les civils puissent transformer leurs véhicules en répliques de Humvee. Ces kits ne permettent pas de construire un Humvee de toutes pièces, mais plutôt de modifier un véhicule existant afin de lui donner l'apparence du HMMWV. Le kit le plus connu est le Wombat.

## Pays utilisateurs

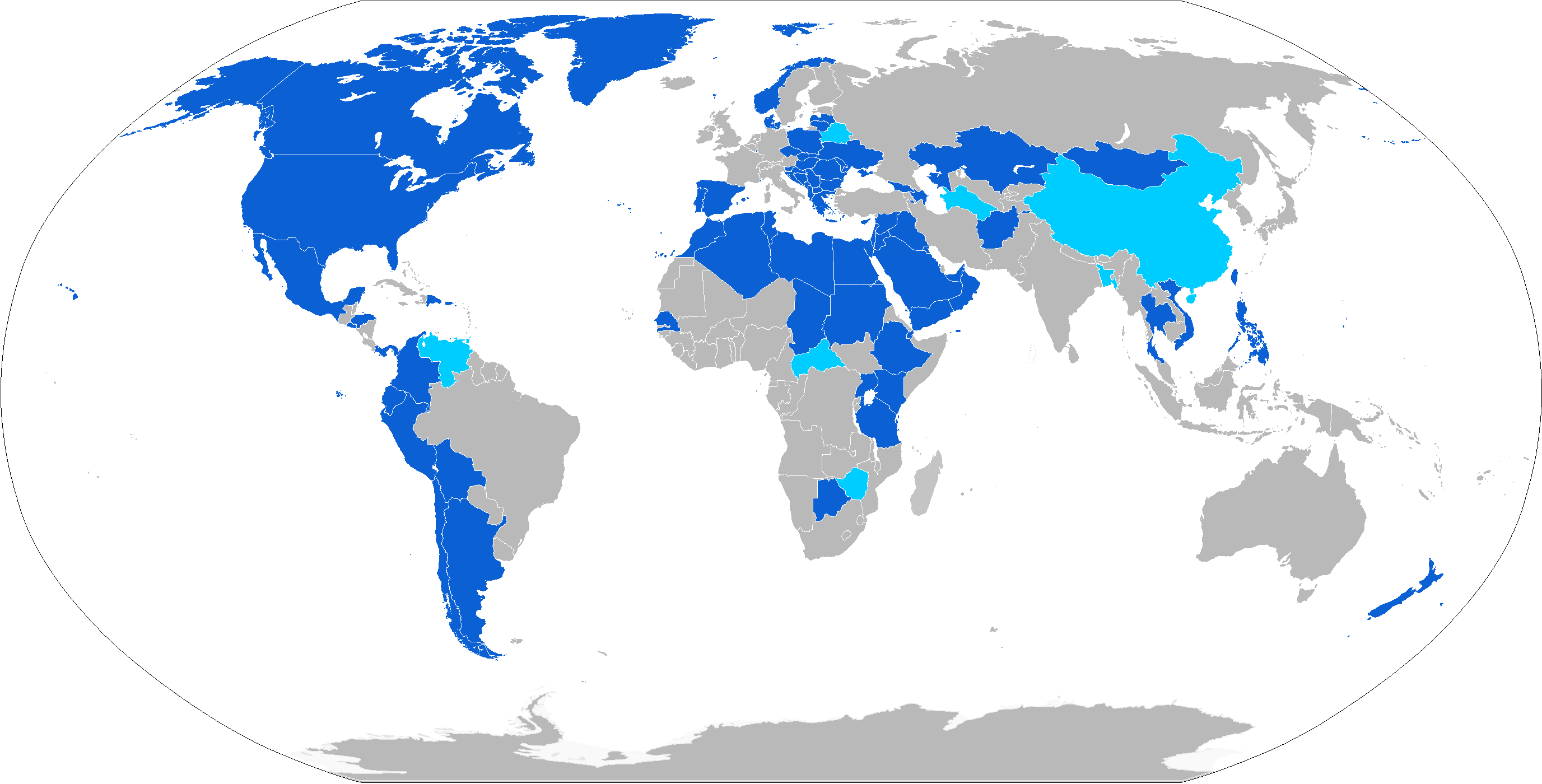
Carte des opérateurs de HMMWV :
Opérateurs des Humvee originaux
Opérateurs de la version chinoise

Le HMMWV est utilisé, entre autres, par les pays suivants :
- Afghanistan : utilisés par l'Armée nationale afghane ;
- Albanie ;
- Algérie (400) ;
- Arabie saoudite ;
- Djibouti (162[Quand ?] + 54 M1151 livrés en décembre 2019[9]);
- Bulgarie : les États-Unis ont offert un lot de 52 véhicules à l'armée bulgare. Estimé à 16 millions de dollars, ce don est une récompense à leur engagement en Irak et en Afghanistan[10] ;
- Chili (200+) ;
- Canada ;
- États-Unis (260 000+ toutes les branches de l’armée américaine) ;
- Espagne en service dans l'infanterie de marine, le reste de l'armée utilise l'URO VAMTAC
- Grèce ;
- Irak : utilisés par la nouvelle armée irakienne ainsi que les forces de sécurité irakiennes (8 000 fournis en 2009) ;
- Israël (1 000+) ;
- Liban (585) ;
- Lituanie ;
- Luxembourg (42 en décembre 2021, doivent être retirés vers la fin des années 2020)[11] ;
- Macédoine ;
- Maroc (4 000) ;
- Mexique (4 000+) ;
- Moldavie : (129 au 18 février 2024[12])
- Mongolie ;
- Pologne (217 + 233 dans le futur[Quand ?]) ;
- Sénégal ;
- Serbie (500) ;
- Slovénie (30) ;
- Thaïlande ;
- Tunisie ;
- force démocratique syrienne

## Dans la culture populaire
Le Humvee est apparu dans quasiment tous les films et jeux vidéo ayant trait aux conflits modernes depuis 1989 et est devenu une sorte d'icône du matériel militaire américain, un peu comme la Jeep au cours de la Seconde Guerre mondiale.
Il est notamment utilisé en grand nombre dans la mini-série Generation Kill qui raconte le périple d'une unité de reconnaissance.